# Swami Sudharma
Swami Sudharma appelé aussi Sudharman est le cinquième disciple en chef ou ganadhara d'un Maître éveillé du jaïnisme, le vingt-quatrième, Mahâvîra. Il vivait au VIe siècle avant notre ère, et, Swami Sudharma a obtenu l'illumination, le moksha, bien après lui, à l'âge de 100 ans, 13 ans après son frère de foi: Swami Gautama, le premier chef de Mahavira. Ils étaient à l'époque 11 ganadharas à s'occuper de près de 14 000 ascètes qui croyaient en Mahâvîra. Ces ganadharas étaient des brahmanes à l'origine. L'histoire a aussi retenu que Swami Sudharma a collecté les enseignements de son Maître mis sous la forme de questions de l'élève et réponses du Tirthankara, œuvres dénommées Agamas de forme classique pour la philosophie orientale. Sudharman a pour descendants aujourd'hui dans la branche Shvetambara du jaïnisme tous les ordres mendiants sauf un. Dans ce mouvement jaïn, de nombreux temples ont des images de Swami Sudharma.